# Ribonukleáz V1

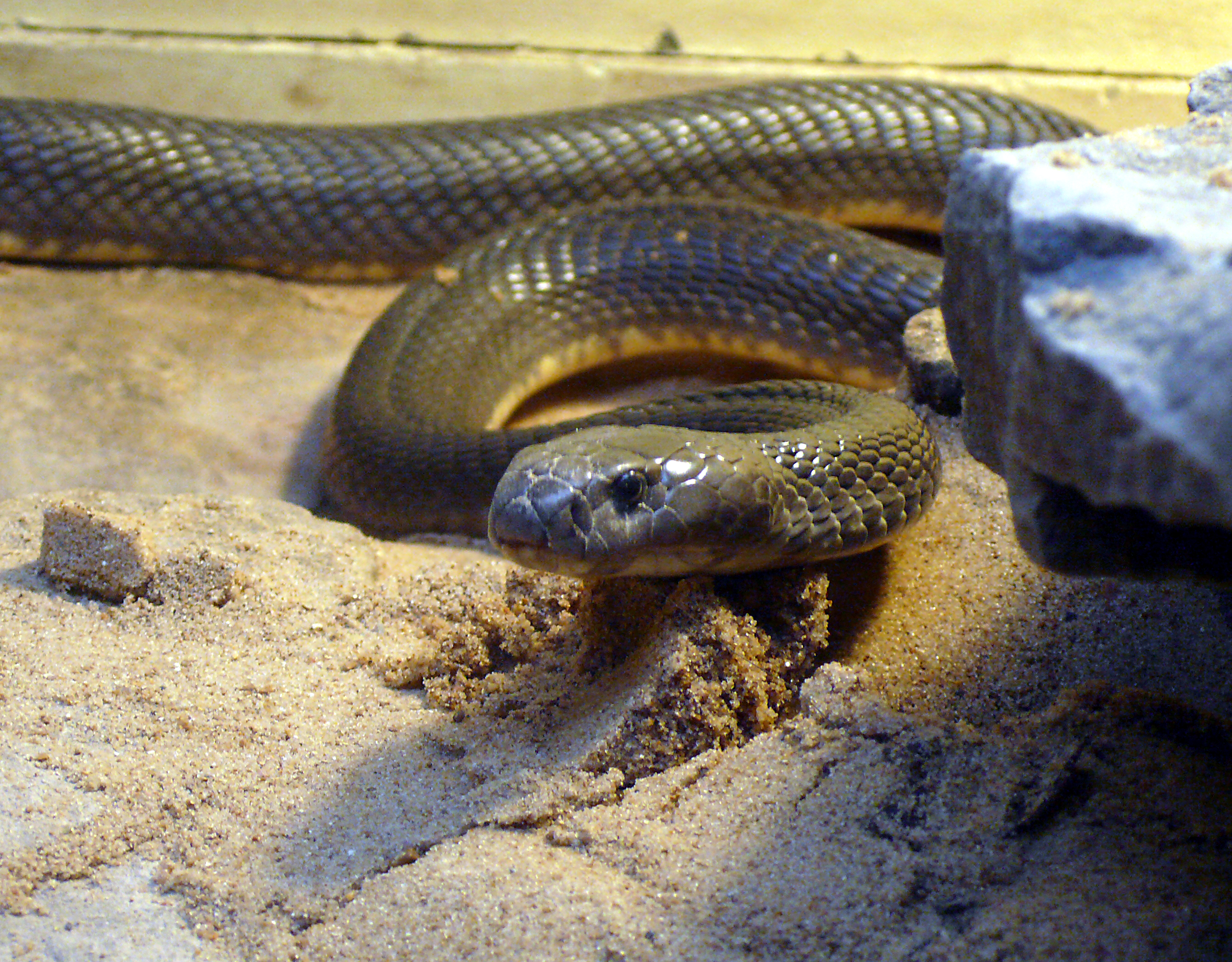
Közép-ázsiai kobra

A ribonukleáz V1 (RNáz V1) olyan ribonukleáz enzim ami a közép-ázsiai kobra (Naja oxiana) mérgében található meg. A kettős szálú RNS-t nem szekvencia-specifikus módon hasítja, többnyire legalább hat halmozott nukleotid szubsztrátjára van szüksége. Sok ribonukleázhoz hasonlóan, ennek az enzimnek az aktivitásához is magnéziumionok jelenléte szükséges.

## Laboratóriumi használat
A tisztított RNáz V1 a molekuláris biológiai kísérletek során egy gyakran alkalmazott reagens. Más ribonukleázokkal együtt, amelyek az egyszálú RNS-t specifikus nukleotidok vagy szekvenciák után hasítják - például az RNáz T1 és az RNáz I -, fel lehet használni a belső kölcsönhatások megismerésére összetett másodlagos szerkezetű nagy RNS-molekulákban, vagy DNS-lábnyom-kísérleteket lehet végezni olyan makromolekuláris komplexekkel, amelyek tartalmaznak RNS-t. 
Az RNáz V1 egy gyakran használt laboratóriumi RNáz, amely bizonyítékot szolgáltat a kettős szálú spirális konformációk jelenlétére a cél RNS-ben.  Mivel az RNáz V1 aktív a bázispáros, de egyszálú RNS-sel szemben, az RNáz V1 és az RNáz I iránti kettős érzékenység a cél RNS molekula egyetlen helyén szolgáltat  bizonyítékot az RNS hurkokban található viszonylag szokatlan konformációra.

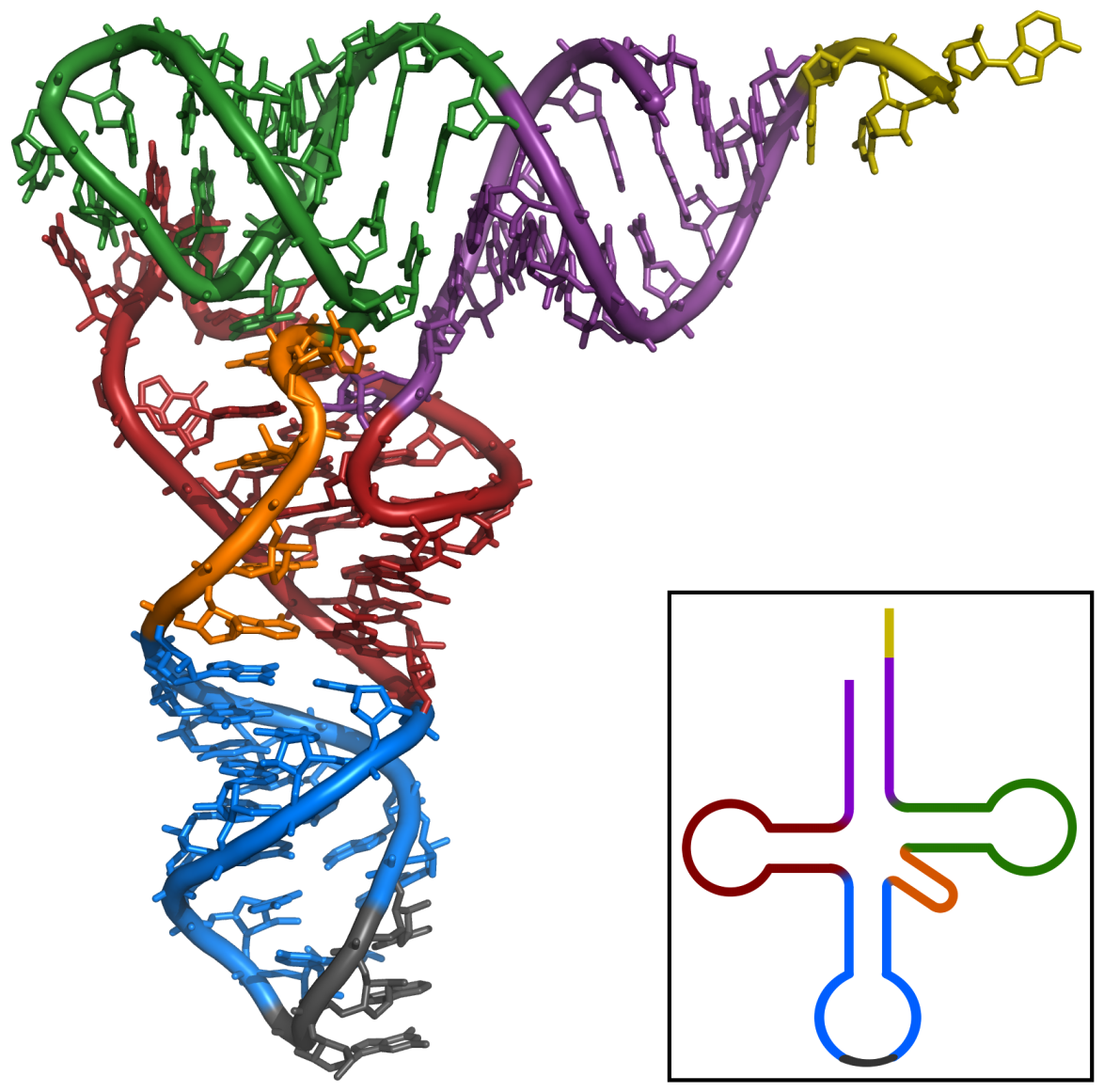
A transzfer RNS jellegzetes másodlagos szerkezete kettős hélixeket tartalmaz, melyeket rugalmas hurkok választanak el.

## Strukturális felfedezések
Az RNáz V1 különösen fontos szerepet játszott a transzfer RNS jellegzetes szár-hurok struktúrájának magyarázatában.   Széles körben alkalmazták a retrovírusok, például a hepatitis C,  dengue vírus,  és a HIV erősen strukturált RNS genomjainak tanulmányozására is.  Az S1 nukleázhoz hasonlóan, amely specifikusan hasítja az egyszálú RNS-t, fel lehet használni a messenger RNS molekulák másodlagos szerkezeti hajlamainak megismerésére, ez az eljárás teljes transzkriptómokra is alkalmazható, akkor ha mély szekvenálással párosulnak.  